# 何龄修
何龄修（1933年11月—2018年3月21日），湖南湘乡人，中华人民共和国史学家，中国社会科学院历史研究所研究员，中国社会科学院荣誉学部委员。

## 生平
幼时在湘涟中心小学上学，毕业后进入湘乡中学读书，后湘乡中学与湖南省立第十五中学合并成立涟源第一中学。从涟源第一中学毕业后进入北京大学历史系。1958年进入中国科学院（今中国社会科学院）历史研究所明清史研究组。先后任助理研究员、副研究员、研究员以及学术秘书。1993年退休，1996年前被返聘。退休后参与编辑《四库禁毁书丛刊》任第一副主编兼学术部主任。2006年被评为中国社会科学院荣誉学部委员。2018年3月21日在北京逝世，享年84周岁。

## 出版物
著作（包括合著）：《五库斋清史丛稿》、《封建贵族大地主的典型——孔府研究》、《太平天国运动史》、《清代全史》、《史可法扬州督师期间的幕府人物》、《读顾诚<南明史>》、《关于抗清复明斗争和郑成功研究问题的几点看法》等。
论文：《李之椿案与复明运动》、《笔谈<张政烺文史论集>(明清史)》、《卓有成就的探索——简评张玉兴著》、《评<清人诗文集总目提要>》、《封建贵族大地主的典型—孔府研究》、《明清史探索》、《清初争夺全国统治权的斗争过程和清廷获胜的原因》、《拳术家和反清斗士甘风池》、《读<明季滇黔佛教考>》等。